# Penelló
Un penelló o perelló és una inflamació sota la pell, acompanyada de prurigen, d'ardència, picor i dolor, produïda per l'exposició prolongada o repetida al fred o a la humitat. També es coneixen com a sedes (Illes Balears) i prunyons/prinyons (País Valencià). Solen afectar peus, mans, i orelles.
Els penellons relacionats amb la temperatura es poden prevenir mantenint els peus i les mans calents en temps fred i evitant exposar aquestes zones a canvis de temperatura extrems. Un cop fet el diagnòstic dels penellons, el tractament de primera línia inclou evitar ambients freds i humits i portar guants i mitjons calents.
Els penellons poden ser idiopàtics (espontanis i no relacionats amb una altra malaltia), però els símptomes similars també poden ser una manifestació d'un altre trastorn, com la síndrome de Raynaud, eritromelàlgia, congelació i peu de trinxera, així com malalties del teixit connectiu (com el lupus o la vasculitis). En els nadons afectats per la síndrome d'Aicardi-Goutières (una malaltia hereditària rara que afecta el sistema nerviós) es presenten símptomes semblants als penellons juntament amb trastorns neurològics greus i febres inexplicables.

## Tractament
- La nifedipina i l'amlodipina, que són vasodilatadors de la classe de fàrmacs coneguts com a blocadors dels canals de calci, poden ajudar en alguns casos.[2] La vasodilatació pot reduir el dolor, facilitar la curació i prevenir les recurrències.[3] Normalment està disponible per a via oral, però es pot combinar en una fórmula tòpica.
- El diltiazem, un vasodilatador, pot ajudar.[4]
- També es pot utilitzar la tintura de benjuí i una solució feble de iode.[5]